# Sideritis antonii-josephii
Sideritis antonii-josephii là một loài thực vật có hoa trong họ Hoa môi. Loài này được Font Quer & Rivas Goday miêu tả khoa học đầu tiên năm 1947.